# Jungfrudrottningen (film)
Jungfrudrottningen (engelska: The Virgin Queen) är en amerikansk dramafilm från 1955 i regi av Henry Koster. I titelrollen som Elisabet I av England ses Bette Davis. Det var andra gången hon spelade den rollen. Första gången var i Elisabeth och Essex (1939). Filmen nominerades till en Oscar för Bästa kostymdesign.

## Rollista
| Bette Davis      | – Elisabet I av England                |
| Richard Todd     | – Sir Walter Raleigh                   |
| Joan Collins     | – Beth Throgmorton                     |
| Jay Robinson     | – Chadwick                             |
| Herbert Marshall | – Robert Dudley, 1:e earl av Leicester |
| Dan O'Herlihy    | – Lord Derry                           |
| Robert Douglas   | – Sir Christopher Hatton               |
| Romney Brent     | – Fransk ambassadör                    |
| Leslie Parrish   | – Anne                                 |
| Lisa Daniels     | – Mary                                 |